# Championnat de France FFSA GT 2024
Navigation
Édition précédente Édition suivante
La saison 2024 du Championnat de France FFSA GT - GT4 était la vingt-septième saison du Championnat de France FFSA GT et la septième de la Coupe de France GT4, championnat de voitures de sport créé et organisé par Stéphane Ratel Organisation (SRO). La saison a débuté le 28 mars à Nogaro et s'est terminée le 6 octobre au Paul Ricard. 

## Calendrier
| Rond | Circuit                                            | Date                |
| ---- | -------------------------------------------------- | ------------------- |
| 1    | Circuit Paul Armagnac, Nogaro, France              | 28 mars — 1er avril |
| 2    | Circuit de Lédenon, Lédenon, France                | 10-12 mai           |
| 3    | Circuit de Spa-Francorchamps, Stavelot, Belgique   | 21–23 juin          |
| 4    | Circuit de Nevers Magny-Cours, Magny-Cours, France | 23–25 août          |
| 5    | Circuit de Dijon-Prenois, Prenois, France          | 13-15 septembre     |
| 6    | Circuit Paul Ricard, Le Castellet, France          | 4–6 octobre         |

## Voitures
| Voiture                             | Photo |
| ----------------------------------- | ----- |
| Alpine A110 GT4                     |       |
| Aston Martin Vantage AMR GT4        |       |
| Aston Martin Vantage AMR GT4 Evo    |       |
| Audi R8 LMS GT4 Evo                 |       |
| BMW M4 GT4 Gen II                   |       |
| Ginetta G56 GT4                     |       |
| McLaren Artura GT4                  |       |
| Mercedes-AMG GT4                    |       |
| Porsche 718 Cayman GT4 RS Clubsport |       |

## Liste des participants
| Équipe                                        | Voiture                             | No. | Pilote                 | Classe   | Manche |
| --------------------------------------------- | ----------------------------------- | --- | ---------------------- | -------- | ------ |
| Street Art Racing                             | Aston Martin Vantage AMR GT4        | 1   | Pascal Bachmann        | Am       | 3      |
| Street Art Racing                             | Aston Martin Vantage AMR GT4        | 1   | Jahid Fazal-Karim      | Am       | 3      |
| Code Racing Development                       | Alpine A110 GT4                     | 3   | Paul Paranthoen        | Am       | 1–2    |
| Code Racing Development                       | Alpine A110 GT4                     | 3   | Aurélien Robineau      | Am       | 1–2    |
| Code Racing Development                       | Alpine A110 GT4                     | 38  | Yves Lemaitre          | PA       | 1–3    |
| Code Racing Development                       | Alpine A110 GT4                     | 38  | Nelson Panciatici      | PA       | 1      |
| Code Racing Development                       | Alpine A110 GT4                     | 38  | Vincent Beltoise       | PA       | 2–3    |
| Mirage Racing                                 | Aston Martin Vantage AMR GT4        | 5   | Ruben del Sarte        | S 1 PA 3 | 1, 3   |
| Mirage Racing                                 | Aston Martin Vantage AMR GT4        | 5   | Josh Milles            | S 1 PA 3 | 1      |
| Mirage Racing                                 | Aston Martin Vantage AMR GT4        | 5   | Nicolas Siebenschuh    | S 1 PA 3 | 3      |
| Mirage Racing                                 | Aston Martin Vantage AMR GT4 Evo    | 7   | Stanislav Safronov     | PA       | 1–3    |
| Mirage Racing                                 | Aston Martin Vantage AMR GT4 Evo    | 7   | Aleksandr Vaintrub     | PA       | 1–3    |
| NM Racing Team                                | Mercedes-AMG GT4                    | 15  | Alexandre Papadopulos  | S        | 3      |
| NM Racing Team                                | Mercedes-AMG GT4                    | 15  | Lluc Ibáñez            | S        | 3      |
| VSF Sports - Amplitude Automobiles            | BMW M4 GT4 Gen II                   | 18  | Natan Bihel            | PA       | 1–3    |
| VSF Sports - Amplitude Automobiles            | BMW M4 GT4 Gen II                   | 18  | Paul Lanchere          | PA       | 1–3    |
| VSF Sports - Amplitude Automobiles            | BMW M4 GT4 Gen II                   | 41  | Gregory Curson Faessel | Am       | 1–3    |
| VSF Sports - Amplitude Automobiles            | BMW M4 GT4 Gen II                   | 41  | Florian Teillais       | Am       | 1–3    |
| Debard Automobiles by Racetivity              | BMW M4 GT4 Gen II                   | 21  | Simon Gachet           | PA       | 1–3    |
| Debard Automobiles by Racetivity              | BMW M4 GT4 Gen II                   | 21  | Carla Debard           | PA       | 1–3    |
| L'Espace Bienvenue                            | BMW M4 GT4 Gen II                   | 87  | Jim Pla                | PA       | 1–2    |
| L'Espace Bienvenue                            | BMW M4 GT4 Gen II                   | 87  | Jean-Luc Beaubelique   | PA       | 1–2    |
| JSB Compétition                               | Porsche 718 Cayman GT4 RS Clubsport | 24  | Florian Briché         | S        | 1–3    |
| JSB Compétition                               | Porsche 718 Cayman GT4 RS Clubsport | 24  | Viny Beltramelli       | S        | 1–3    |
| JSB Compétition                               | Porsche 718 Cayman GT4 RS Clubsport | 43  | Jean-Laurent Navarro   | Am       | 1      |
| JSB Compétition                               | Porsche 718 Cayman GT4 RS Clubsport | 46  | Wilfried Cazalbon      | Am       | 2      |
| JSB Compétition                               | Porsche 718 Cayman GT4 RS Clubsport | 46  | Jean-Laurent Navarro   | Am       | 2–3    |
| Team CMR                                      | Ginetta G56 GT4                     | 29  | Hugo Bac               | S        | 1–3    |
| Team CMR                                      | Ginetta G56 GT4                     | 29  | Hugo Mogica            | S        | 1–3    |
| Team CMR                                      | Ginetta G56 GT4                     | 30  | Jordan Roupnel         | S        | 1–2    |
| Team CMR                                      | Ginetta G56 GT4                     | 30  | Loris Cabirou          | S        | 1      |
| Team CMR                                      | Ginetta G56 GT4                     | 30  | Shannon Lugassy        | S        | 2      |
| Team CMR                                      | Ginetta G56 GT4                     | 30  | Frédéric Bouvy         | PA       | 3      |
| Team CMR                                      | Ginetta G56 GT4                     | 30  | Ulysse de Pauw         | PA       | 3      |
| Team CMR                                      | Alpine A110 GT4                     | 63  | Stéphane Lemeret       | Am       | 1–3    |
| Team CMR                                      | Alpine A110 GT4                     | 63  | Stéphane Auriacombe    | Am       | 1–3    |
| Chazel Technologie Course                     | Alpine A110 GT4                     | 33  | Mateo Herrero          | S        | 1–3    |
| Chazel Technologie Course                     | Alpine A110 GT4                     | 33  | Lorens Lecertua        | S        | 1      |
| Chazel Technologie Course                     | Alpine A110 GT4                     | 33  | Tom Verdier            | S        | 2–3    |
| Saintéloc Junior Team                         | Audi R8 LMS GT4 Evo                 | 42  | Sébastien Rambaud      | Am       | 1–3    |
| Saintéloc Junior Team                         | Audi R8 LMS GT4 Evo                 | 42  | Marc Rostan            | Am       | 1      |
| Schumacher CLRT                               | Alpine A110 GT4                     | 55  | Grégory Guilvert       | PA       | 1–3    |
| Schumacher CLRT                               | Alpine A110 GT4                     | 55  | Laurent Hurgon         | PA       | 1–3    |
| Schumacher CLRT                               | Alpine A110 GT4                     | 110 | Gaspard Simon          | PA       | 1–3    |
| Schumacher CLRT                               | Alpine A110 GT4                     | 110 | Pascal Huteau          | PA       | 1–3    |
| Vic'Team                                      | Mercedes-AMG GT4                    | 64  | Eric Trémoulet         | PA       | 1–3    |
| Vic'Team                                      | Mercedes-AMG GT4                    | 64  | Olivier Jouffret       | PA       | 1–3    |
| Racing Spirit of Léman                        | Aston Martin Vantage AMR GT4 Evo    | 74  | Victor Weyrich         | S        | 1–3    |
| Racing Spirit of Léman                        | Aston Martin Vantage AMR GT4 Evo    | 74  | Mateo Villagomez       | S        | 1–3    |
| Racing Spirit of Léman                        | Aston Martin Vantage AMR GT4 Evo    | 92  | Ronald Basso           | Am       | 1–3    |
| Racing Spirit of Léman                        | Aston Martin Vantage AMR GT4 Evo    | 92  | Clément Dub            | Am       | 1–3    |
| AV Racing                                     | Porsche 718 Cayman GT4 RS Clubsport | 75  | Thomas Laurent         | PA       | 1–3    |
| AV Racing                                     | Porsche 718 Cayman GT4 RS Clubsport | 75  | Noam Abramczyk         | PA       | 1–3    |
| AV Racing                                     | Porsche 718 Cayman GT4 RS Clubsport | 99  | Mateo Salomone         | Am       | 1–3    |
| AV Racing                                     | Porsche 718 Cayman GT4 RS Clubsport | 99  | Rudy Servol            | Am       | 1–3    |
| Elite Motorsport with Entire Race Engineering | McLaren Artura GT4                  | 77  | Tom Lebbon             | S        | 3      |
| Elite Motorsport with Entire Race Engineering | McLaren Artura GT4                  | 77  | Alex Denning           | S        | 3      |
| CSA Racing                                    | Audi R8 LMS GT4 Evo                 | 111 | Gael Castelli          | PA       | 1–3    |
| CSA Racing                                    | Audi R8 LMS GT4 Evo                 | 111 | Rodolphe Wallgren      | PA       | 1–3    |

| Icône | Classe     |
| ----- | ---------- |
| S     | Silver Cup |
| PA    | Pro-Am Cup |
| Am    | Am Cup     |

## Résultats
Les caractères gras indique le gagnant général.
| Round | Round | Circuit                       | Date         | Pole position                    | Silver Winners                    | Pro-Am Winners                  | Am Winners                                |
| ----- | ----- | ----------------------------- | ------------ | -------------------------------- | --------------------------------- | ------------------------------- | ----------------------------------------- |
| 1     | R1    | Circuit Paul Armagnac         | 31 March     | No. 64 Vic'Team                  | No. 33 Chazel Technologie Course  | No. 111 CSA Racing              | No. 99 AV Racing                          |
| 1     | R1    | Circuit Paul Armagnac         | 31 March     | Eric Trémoulet Olivier Jouffret  | Lorens Lecertua Mateo Herrero     | Gael Castelli Rodolphe Wallgren | Mateo Salomone Rudy Servol                |
| 1     | R2    | Circuit Paul Armagnac         | 1 April      | No. 30 Team CMR                  | No. 30 Team CMR                   | No. 111 CSA Racing              | No. 43 JSB Compétition                    |
| 1     | R2    | Circuit Paul Armagnac         | 1 April      | Loris Cabirou Jordan Roupnel     | Loris Cabirou Jordan Roupnel      | Gael Castelli Rodolphe Wallgren | Jean-Laurent Navarro                      |
| 2     | R1    | Circuit de Lédenon            | 11 May       | No. 111 CSA Racing               | No. 74 Racing Spirit of Léman     | No. 64 Vic'Team                 | No. 99 AV Racing                          |
| 2     | R1    | Circuit de Lédenon            | 11 May       | Gael Castelli Rodolphe Wallgren  | Victor Weyrich Mateo Villagomez   | Olivier Jouffret Eric Trémoulet | Mateo Salomone Rudy Servol                |
| 2     | R2    | Circuit de Lédenon            | 12 May       | No. 33 Chazel Technologie Course | No. 74 Racing Spirit of Léman     | No. 75 AV Racing                | No. 92 Racing Spirit of Léman             |
| 2     | R2    | Circuit de Lédenon            | 12 May       | Tom Verdier Mateo Herrero        | Victor Weyrich Mateo Villagomez   | Noam Abramczyk Thomas Laurent   | Ronald Basso Clément Dub                  |
| 3     | R1    | Circuit de Spa-Francorchamps  | 22 June      | No. 111 CSA Racing               | No. 74 Racing Spirit of Léman     | No. 55 Schumacher CLRT          | No. 99 AV Racing                          |
| 3     | R1    | Circuit de Spa-Francorchamps  | 22 June      | Gael Castelli Rodolphe Wallgren  | Victor Weyrich Mateo Villagomez   | Grégory Guilvert Laurent Hurgon | Mateo Salomone Rudy Servol                |
| 3     | R2    | Circuit de Spa-Francorchamps  | 23 June      | No. 55 Schumacher CLRT           | No. 15 NM Racing Team             | No. 30 Team CMR                 | No. 63 Team CMR                           |
| 3     | R2    | Circuit de Spa-Francorchamps  | 23 June      | Grégory Guilvert Laurent Hurgon  | Alexandre Papadopulos Lluc Ibáñez | Frédéric Bouvy Ulysse de Pauw   | Stéphane Auriacombe Stéphane Lemeret      |
| 4     | R1    | Circuit de Nevers Magny-Cours | 24 August    | No. 110 Schumacher CLRT          | No. 29 Team CMR                   | No. 64 Vic'Team                 | No. 63 Team CMR                           |
| 4     | R1    | Circuit de Nevers Magny-Cours | 24 August    | Pascal Huteau Gaspard Simon      | Hugo Bac Hugo Mogica              | Olivier Jouffret Eric Trémoulet | Stéphane Auriacombe Stéphane Lemeret      |
| 4     | R2    | Circuit de Nevers Magny-Cours | 25 August    | No. 64 Vic'Team                  | No. 74 Racing Spirit of Léman     | No. 75 AV Racing                | No. 63 Team CMR                           |
| 4     | R2    | Circuit de Nevers Magny-Cours | 25 August    | Eric Trémoulet Olivier Jouffret  | Victor Weyrich Mateo Villagomez   | Noam Abramczyk Thomas Laurent   | Stéphane Auriacombe Stéphane Lemeret      |
| 5     | R1    | Circuit de Dijon-Prenois      | 14 September | No. 55 Schumacher CLRT           | No. 29 Team CMR                   | No. 64 Vic'Team                 | No. 41 VSF Sports - Amplitude Automobiles |
| 5     | R1    | Circuit de Dijon-Prenois      | 14 September | Grégory Guilvert Laurent Hurgon  | Hugo Bac Hugo Mogica              | Olivier Jouffret Eric Trémoulet | Gregory Curson Faessel Florian Teillais   |
| 5     | R2    | Circuit de Dijon-Prenois      | 15 September | No. 55 Schumacher CLRT           | No. 29 Team CMR                   | No. 64 Vic'Team                 | No. 99 AV Racing                          |
| 5     | R2    | Circuit de Dijon-Prenois      | 15 September | Grégory Guilvert Laurent Hurgon  | Hugo Bac Hugo Mogica              | Olivier Jouffret Eric Trémoulet | Mateo Salomone Rudy Servol                |
| 6     | R1    | Circuit Paul Ricard           | 5 October    | No. 64 Vic'Team                  | No. 74 Racing Spirit of Léman     | No. 55 Schumacher CLRT          | No. 99 AV Racing                          |
| 6     | R1    | Circuit Paul Ricard           | 5 October    | Eric Trémoulet Olivier Jouffret  | Victor Weyrich Mateo Villagomez   | Grégory Guilvert Laurent Hurgon | Mateo Salomone Rudy Servol                |
| 6     | R2    | Circuit Paul Ricard           | 6 October    | No. 29 Team CMR                  | No. 74 Racing Spirit of Léman     | No. 55 Schumacher CLRT          | No. 42 Saintéloc Racing                   |
| 6     | R2    | Circuit Paul Ricard           | 6 October    | Hugo Bac Loris Cabirou           | Victor Weyrich Mateo Villagomez   | Grégory Guilvert Laurent Hurgon | Sébastien Rambaud                         |

## Classement du championnat

### Championnat des pilotes
| Pos. | Drivers               | Team                                          | NOG | NOG | LED | LED | SPA | SPA | MAG | MAG | DIJ | DIJ | LEC | LEC | Points |
| ---- | --------------------- | --------------------------------------------- | --- | --- | --- | --- | --- | --- | --- | --- | --- | --- | --- | --- | ------ |
| 1    | Victor Weyrich        | Racing Spirit of Léman                        | 15  | 5   | 5   | 5   | 5   | 8   | 7   | 6   | 3   | 7   | 4   | 1   | 246    |
| 1    | Mateo Villagomez      | Racing Spirit of Léman                        | 15  | 5   | 5   | 5   | 5   | 8   | 7   | 6   | 3   | 7   | 4   | 1   | 246    |
| 2    | Mateo Herrero         | Chazel Technologie Course                     | 2   | 7   | 6   | 14† | 18  | 9   | 10  | Ret | 5   | 6   | 6   | 6   | 173    |
| 3    | Florian Briché        | JSB Compétition                               | 3   | 8   | 14† | 9   | 10  | 15  | 13  | 9   | 6   | 5   | 8   | 9   | 164    |
| 3    | Viny Beltramelli      | JSB Compétition                               | 3   | 8   | 14† | 9   | 10  | 15  | 13  | 9   | 6   | 5   | 8   | 9   | 164    |
| 4    | Hugo Bac              | Team CMR                                      | 5   | 13  | 7   | Ret | 6   | Ret | 6   | Ret | 1   | 1   | Ret | 2   | 154    |
| 5    | Hugo Mogica           | Team CMR                                      | 5   | 13  | 7   | Ret | 6   | Ret | 6   | Ret | 1   | 1   |     |     | 134    |
| 6    | Tom Verdier           | Chazel Technologie Course                     |     |     | 6   | 14† | 18  | 9   | 10  | Ret | 5   | 6   | 6   | 6   | 133    |
| 7    | Loris Cabirou         | Team CMR                                      | 6   | 2   |     |     |     |     |     |     |     |     | Ret | 2   | 58     |
| 8    | Lorens Lecertua       | Chazel Technologie Course                     | 2   | 7   |     |     |     |     |     |     |     |     |     |     | 40     |
| 9    | Jordan Roupnel        | Team CMR                                      | 6   | 2   | Ret | Ret |     |     |     |     |     |     |     |     | 38     |
| 10   | Alexandre Papadopulos | NM Racing Team                                |     |     |     |     | 13  | 7   |     |     |     |     |     |     | 36     |
| 10   | Lluc Ibáñez           | NM Racing Team                                |     |     |     |     | 13  | 7   |     |     |     |     |     |     | 36     |
| 11   | Baudouin Detout       | Racing Spirit of Léman                        |     |     |     |     |     |     |     |     |     |     | 5   | 7   | 30     |
| 11   | Oskar Kristensen      | Racing Spirit of Léman                        |     |     |     |     |     |     |     |     |     |     | 5   | 7   | 30     |
| 12   | Tom Lebbon            | Elite Motorsport with Entire Race Engineering |     |     |     |     | 7   | 12  |     |     |     |     |     |     | 28     |
| 12   | Alex Denning          | Elite Motorsport with Entire Race Engineering |     |     |     |     | 7   | 12  |     |     |     |     |     |     | 28     |
| 13   | Alexandre Bochez      | CSA Racing                                    |     |     |     |     |     |     |     |     | 16  | 17  |     |     | 20     |
| 13   | Mikaël Bochez         | CSA Racing                                    |     |     |     |     |     |     |     |     | 16  | 17  |     |     | 20     |
| 14   | Nathan Vanspringel    | TeamFloral-Vanspringel                        |     |     |     |     |     |     |     |     |     |     | 9   | 21  | 16     |
| 14   | Nico Verdonck         | TeamFloral-Vanspringel                        |     |     |     |     |     |     |     |     |     |     | 9   | 21  | 16     |
| 15   | Matteo Nomblot        | Team CMR                                      |     |     |     |     |     |     |     |     |     |     | 23  | 12  | 16     |
| 15   | Emmanuel Reviriault   | Team CMR                                      |     |     |     |     |     |     |     |     |     |     | 23  | 12  | 16     |
| 16   | Ruben del Sarte       | Mirage Racing                                 | Ret | 12  |     |     |     |     |     |     |     |     |     |     | 10     |
| 16   | Josh Milles           | Mirage Racing                                 | Ret | 12  |     |     |     |     |     |     |     |     |     |     | 10     |
| –    | Shannon Lugassy       | Team CMR                                      |     |     | Ret | Ret |     |     |     |     |     |     |     |     | –      |
| Pos. | Drivers               | Team                                          | NOG | NOG | LED | LED | SPA | SPA | MAG | MAG | DIJ | DIJ | LEC | LEC | Points |

| Pos. | Drivers              | Team                               | NOG | NOG | LED | LED | SPA | SPA | MAG | MAG | DIJ | DIJ | LEC | LEC | Points |
| ---- | -------------------- | ---------------------------------- | --- | --- | --- | --- | --- | --- | --- | --- | --- | --- | --- | --- | ------ |
| 1    | Gael Castelli        | CSA Racing                         | 4   | 1   | 3   | 2   | 2   | 2   | 4   | 3   | 14  | 4   | 7   | 8   | 203    |
| 1    | Rodolphe Wallgren    | CSA Racing                         | 4   | 1   | 3   | 2   | 2   | 2   | 4   | 3   | 14  | 4   | 7   | 8   | 203    |
| 2    | Olivier Jouffret     | Vic'Team                           | 16  | Ret | 1   | 8   | Ret | 4   | 1   | 4   | 2   | 2   | 2   | 14  | 167    |
| 2    | Eric Trémoulet       | Vic'Team                           | 16  | Ret | 1   | 8   | Ret | 4   | 1   | 4   | 2   | 2   | 2   | 14  | 167    |
| 3    | Noam Abramczyk       | AV Racing                          | 19† | 11  | Ret | 1   | 3   | 5   | 14  | 1   | 4   | 8   | 3   | 4   | 153    |
| 3    | Thomas Laurent       | AV Racing                          | 19† | 11  | Ret | 1   | 3   | 5   | 14  | 1   | 4   | 8   | 3   | 4   | 153    |
| 4    | Grégory Guilvert     | Schumacher CLRT                    | 7   | Ret | DNS | 17† | 1   | 3   | 16  | 5   | 17  | 3   | 1   | 3   | 144    |
| 4    | Laurent Hurgon       | Schumacher CLRT                    | 7   | Ret | DNS | 17† | 1   | 3   | 16  | 5   | 17  | 3   | 1   | 3   | 144    |
| 5    | Pascal Huteau        | Schumacher CLRT                    | 8   | 19  | 2   | 3   | 4   | 17  | 3   | 2   | 13  | 16  | 21† | 5   | 129    |
| 5    | Gaspard Simon        | Schumacher CLRT                    | 8   | 19  | 2   | 3   | 4   | 17  | 3   | 2   | 13  | 16  | 21† | 5   | 129    |
| 6    | Stanislav Safronov   | Mirage Racing                      | 10  | Ret | 8   | 6   | 8   | 11  | 8   | 8   | 10  | 12  | 15  | 13  | 94     |
| 6    | Aleksandr Vaintrub   | Mirage Racing                      | 10  | Ret | 8   | 6   | 8   | 11  | 8   | 8   | 10  | 12  | 15  | 13  | 94     |
| 7    | Carla Debard         | Debard Automobiles by Racetivity   | 9   | 3   | 4   | 15  | 12  | Ret | 12  | 10  | 8   | Ret | 14  | 23  | 86     |
| 7    | Simon Gachet         | Debard Automobiles by Racetivity   | 9   | 3   | 4   | 15  | 12  | Ret | 12  | 10  | 8   | Ret | 14  | 23  | 86     |
| 8    | Jean-Luc Beaubelique | L'Espace Bienvenue                 | 17  | 4   | 13  | 16† |     |     | 2   | 7   | 11  | 10  | 10  | 24† | 85     |
| 8    | Jim Pla              | L'Espace Bienvenue                 | 17  | 4   | 13  | 16† |     |     | 2   | 7   | 11  | 10  | 10  | 24† | 85     |
| 9    | Natan Bihel          | VSF Sports - Amplitude Automobiles | 14  | 6   | 12  | 4   | 16  | 20† | 5   | 16  | Ret | 11  | 17  | 22  | 67     |
| 9    | Paul Lanchere        | VSF Sports - Amplitude Automobiles | 14  | 6   | 12  | 4   | 16  | 20† | 5   | 16  | Ret | 11  | 17  | 22  | 67     |
| 10   | Yves Lemaitre        | Code Racing Development            | 18† | 14  | Ret | 7   | Ret | 10  |     |     | 15  | 15  | 16  | 15  | 44     |
| 11   | Vincent Beltoise     | Code Racing Development            |     |     | Ret | 7   | Ret | 10  |     |     | 15  | 15  | 16  | 15  | 34     |
| 12   | Frédéric Bouvy       | Team CMR                           |     |     |     |     | 9   | 1   |     |     |     |     |     |     | 33     |
| 12   | Ulysse de Pauw       | Team CMR                           |     |     |     |     | 9   | 1   |     |     |     |     |     |     | 33     |
| 13   | Nelson Panciatici    | Code Racing Development            | 18† | 14  |     |     |     |     |     |     |     |     |     |     | 10     |
| 14   | Ruben del Sarte      | Mirage Racing                      |     |     |     |     | 17  | Ret |     |     |     |     | 18  | 17  | 7      |
| 15   | Fred Roberts         | Mirage Racing                      |     |     |     |     |     |     |     |     |     |     | 18  | 17  | 5      |
| 16   | Thomas Compain       | Team CMR                           |     |     |     |     |     |     | 15  | 15† |     |     |     |     | 4      |
| 16   | Emmanuel Reviriault  | Team CMR                           |     |     |     |     |     |     | 15  | 15† |     |     |     |     | 4      |
| 17   | Nicolas Siebenschuh  | Mirage Racing                      |     |     |     |     | 17  | Ret |     |     |     |     |     |     | 2      |
| Pos. | Drivers              | Team                               | NOG | NOG | LED | LED | SPA | SPA | MAG | MAG | DIJ | DIJ | LEC | LEC | Points |

| Pos. | Drivers                | Team                               | NOG | NOG | LED | LED | SPA | SPA | MAG | MAG | DIJ | DIJ | LEC | LEC | Points |
| ---- | ---------------------- | ---------------------------------- | --- | --- | --- | --- | --- | --- | --- | --- | --- | --- | --- | --- | ------ |
| 1    | Mateo Salomone         | AV Racing                          | 1   | 10  | 9   | Ret | 11  | 16  | 17  | 12  | 12  | 9   | 11  | 16  | 222    |
| 1    | Rudy Servol            | AV Racing                          | 1   | 10  | 9   | Ret | 11  | 16  | 17  | 12  | 12  | 9   | 11  | 16  | 222    |
| 2    | Stéphane Auriacombe    | Team CMR                           | 11  | 15  | Ret | 18† | Ret | 6   | 9   | 11  | 9   | 13  | 12  | 11  | 193    |
| 2    | Stéphane Lemeret       | Team CMR                           | 11  | 15  | Ret | 18† | Ret | 6   | 9   | 11  | 9   | 13  | 12  | 11  | 193    |
| 3    | Gregory Curson Faessel | VSF Sports - Amplitude Automobiles | 13  | 16  | 11  | 11  | Ret | 13  | 11  | 13  | 7   | 14  | 13  | 20  | 171    |
| 3    | Florian Teillais       | VSF Sports - Amplitude Automobiles | 13  | 16  | 11  | 11  | Ret | 13  | 11  | 13  | 7   | 14  | 13  | 20  | 171    |
| 4    | Sébastien Rambaud      | Saintéloc Junior Team              | Ret | 18  | Ret | 13  | 15  | 21† |     |     |     |     | 19  | 10  | 78     |
| 5    | Jean-Laurent Navarro   | JSB Compétition                    | Ret | 9   | 10  | 12  | Ret | 18  |     |     |     |     |     |     | 69     |
| 6    | Jahid Fazal-Karim      | Street Art Racing                  |     |     |     |     | 19  | 22† | 18  | 14  |     |     | 20  | 18  | 62     |
| 7    | Ronald Basso           | Racing Spirit of Léman             | 12  | 17  | Ret | 10  | Ret | 19  |     |     |     |     |     |     | 60     |
| 7    | Clément Dub            | Racing Spirit of Léman             | 12  | 17  | Ret | 10  | Ret | 19  |     |     |     |     |     |     | 60     |
| 8    | Pascal Bachmann        | Street Art Racing                  |     |     |     |     |     |     | 18  | 14  |     |     | 20  | 18  | 46     |
| 9    | Wilfried Cazalbon      | JSB Compétition                    |     |     | 10  | 12  | Ret | 18  |     |     |     |     |     |     | 43     |
| 10   | Andy Cantu             | NM Racing Team                     |     |     |     |     | 14  | 14  |     |     |     |     |     |     | 33     |
| 10   | Alberto de Martin      | NM Racing Team                     |     |     |     |     | 14  | 14  |     |     |     |     |     |     | 33     |
| 11   | Julien Goujat          | Saintéloc Junior Team              |     |     |     |     | 15  | 21† |     |     |     |     |     |     | 21     |
| 12   | Mathieu Casalonga      | JSB Compétition                    |     |     |     |     |     |     |     |     |     |     | 22  | 19  | 18     |
| 13   | Marc Rostan            | Saintéloc Junior Team              | Ret | 18  |     |     |     |     |     |     |     |     |     |     | 8      |
| 14   | Paul Paranthoen        | Code Racing Development            | Ret | 20† |     |     |     |     |     |     |     |     |     |     | 6      |
| 14   | Aurélien Robineau      | Code Racing Development            | Ret | 20† |     |     |     |     |     |     |     |     |     |     | 6      |
| Pos. | Drivers                | Team                               | NOG | NOG | LED | LED | SPA | SPA | MAG | MAG | DIJ | DIJ | LEC | LEC | Points |

| Couleur  | Résultat                       |
| -------- | ------------------------------ |
| Or       | Vainqueur                      |
| Argent   | 2e place                       |
| Bronze   | 3e place                       |
| Vert     | Classé dans les points         |
| Bleu     | Classé hors des points         |
| Bleu     | Non classé (Nc.)               |
| Violet   | Abandon (Abd.)                 |
| Rouge    | Non qualifié (Nq.)             |
| Rouge    | Non pré-qualifié (Npq.)        |
| Noir     | Disqualifié (Dsq.)             |
| Blanc    | Non partant (Np.)              |
| Blanc    | Forfait (Forf.)                |
| Blanc    | Course annulée (A)             |
| Neutre   | Non présent                    |
| Neutre   | Exclu (Ex.)                    |
| Gras     | Pole position                  |
| Italique | Meilleur tour en course        |
| †        | Classé sans terminer la course |
| 1 2 3 …  | Classement dans la catégorie   |

### Championnat par équipes
| Pos. | Team | NOG | NOG | LED | LED | SPA | SPA | MAG | MAG | DIJ | DIJ | LEC | LEC | Points |
| Pos. | Team | NOG | NOG | LED | LED | SPA | SPA | MAG | MAG | DIJ | DIJ | LEC | LEC | Points |
| ---- | ---- | --- | --- | --- | --- | --- | --- | --- | --- | --- | --- | --- | --- | ------ |

| Pos. | Team | NOG | NOG | LED | LED | SPA | SPA | MAG | MAG | DIJ | DIJ | LEC | LEC | Points |
| Pos. | Team | NOG | NOG | LED | LED | SPA | SPA | MAG | MAG | DIJ | DIJ | LEC | LEC | Points |
| ---- | ---- | --- | --- | --- | --- | --- | --- | --- | --- | --- | --- | --- | --- | ------ |

| Pos. | Team | NOG | NOG | LED | LED | SPA | SPA | MAG | MAG | DIJ | DIJ | LEC | LEC | Points |
| Pos. | Team | NOG | NOG | LED | LED | SPA | SPA | MAG | MAG | DIJ | DIJ | LEC | LEC | Points |
| ---- | ---- | --- | --- | --- | --- | --- | --- | --- | --- | --- | --- | --- | --- | ------ |

| Couleur  | Résultat                       |
| -------- | ------------------------------ |
| Or       | Vainqueur                      |
| Argent   | 2e place                       |
| Bronze   | 3e place                       |
| Vert     | Classé dans les points         |
| Bleu     | Classé hors des points         |
| Bleu     | Non classé (Nc.)               |
| Violet   | Abandon (Abd.)                 |
| Rouge    | Non qualifié (Nq.)             |
| Rouge    | Non pré-qualifié (Npq.)        |
| Noir     | Disqualifié (Dsq.)             |
| Blanc    | Non partant (Np.)              |
| Blanc    | Forfait (Forf.)                |
| Blanc    | Course annulée (A)             |
| Neutre   | Non présent                    |
| Neutre   | Exclu (Ex.)                    |
| Gras     | Pole position                  |
| Italique | Meilleur tour en course        |
| †        | Classé sans terminer la course |
| 1 2 3 …  | Classement dans la catégorie   |